# Петер-Ебергард Мюллензіфен
Петер-Ебергард Мюллензіфен (нім. Peter-Eberhard Müllensiefen; 5 серпня 1912, Рерхен — 18 лютого 2004, Ольденбург) — німецький льотчик-ас розвідувальної авіації, гауптман люфтваффе вермахту, оберстлейтенант люфтваффе бундесверу. Кавалер Лицарського хреста Залізного хреста.

## Біографія
Закінчив військове і артилерійське училище, а потім пройшов льотну підготовку в 3-й розвідувальній ескадрильї. Учасник Польської кампанії. Під час Французької кампанії здійснював польоти як льотчик-спостерігач та офіцер аерофотозйомки. З липня 1940 року — спостерігач 31-ї розвідувальної групи. Учасник Німецько-радянської війни. В липні 1941 року призначений офіцером зв'язку при штабі 8-го, а потім 5-го армійського корпусу. У травні 1942 очолив 4-у ескадрилью ближньої розвідки (сухопутних військ), де літав на Не.126. В листопаді 1944 року переведений в училище розвідувальної авіації в Гільдесгаймі.
В 1956 році вступив у ВПС ФРН. З 1960 року — начальник льотної школи в Кауфбойрені. З 1965 року служив у складі групи ВПС «Північ». 30.10.1969 вийшов у відставку.

## Нагороди
- Комбінований Знак Пілот-Спостерігач
- Медаль «За вислугу років у Вермахті» 4-го класу (4 роки)
- Медаль «У пам'ять 1 жовтня 1938»
- Залізний хрест 2-го і 1-го класу
- Почесний Кубок Люфтваффе (26 жовтня 1942)
- Німецький хрест в золоті (17 квітня 1943)
- Лицарський хрест Залізного хреста (31 жовтня 1944) — за понад 300 бойових вильотів на Східному фронті.
- Авіаційна планка розвідника в золоті